# Studio Sessions Vol. 1
Studio Sessions Vol. 1 è un album in studio del gruppo musicale italiano Dirotta su Cuba, pubblicato nel 2016. 

## Il disco
Si tratta di un disco contenente una versione rivisitata del primo album Dirotta su Cuba con l'aggiunta di sei inediti.

## Tracce
1. Se tutto quello che non ho (feat. Max Mbassadò) – 3:04
2. Immaginarmi senza te – 3:48
3. Tutto adesso ha un senso – 3:03
4. Gelosia (feat. Neri per Caso) – 3:25
5. Liberi di liberi da – 3:59
6. Chiudo gli occhi (feat. Fabrizio Bosso) – 4:58
7. Batti il tempo (feat. Gegè Telesforo) – 4:10
8. Dove sei (feat. Riccardo Onori) – 3:48
9. Legami – 5:06
10. Solo baci (feat. Mario Biondi & Federico Malaman) – 4:38
11. Noi siamo importanti (feat. Bengi - Ridillo) – 4:25
12. Sì vorrei / Brazilian Rhyme (Beijo) – 4:45
13. Dancing Machine (Instrumental) – 4:55
14. Parole – 3:22
15. Ragione e sentimento – 3:07

## Formazione
- Simona Bencini
- Stefano De Donato
- Rossano Gentili